# 白羅斯國家通訊社
白羅斯國家通訊社，簡稱白通社、BelTA（БелТА），是白俄羅斯國營的通訊社，發布新聞語言包括白俄羅斯語、俄語、英語、德語、西班牙語與中文，現任社長為伊琳娜·阿库洛维奇（2018年上任）。
白通社於1918年12月23日成立，長期與蘇聯通訊社塔斯社合作發布新聞，1991年白俄羅斯獨立後，白通社即為該國唯一的官方通訊社，目前在白俄羅斯各州與莫斯科均設有辦公室派駐記者。
白通社多次被控散播偏袒政府、真實性存疑的新聞。2011年至2016年，時任白通社社長的德米特里·朱克在2010年總統選舉後遭歐洲聯盟頒布旅遊禁令與凍結財產的制裁，為被制裁的208人之一，歐洲聯盟理事會指控他以媒體散播假新聞，幫助鎮壓反對派與公民社會。

## 備注
1. ↑  白羅斯語羅馬化：Byelaruskaye telyehrafnaye ahentstva
2. ↑  俄語羅馬化：Belorusskoye Telegrafnoye Ahentstvo